# 德氏雙線䲁
德氏雙線䲁（學名：Enneapterygius destai），為輻鰭魚綱䲁形目三鰭䲁科雙線䲁屬的一個種，種名稱是為了紀念衣索比亞海軍上將亞歷山大·德斯塔王子（1934-1974），他在德爾格政權佔領衣索比亞時被處決，分布於西印度洋紅海海域，深度2至12公尺，本魚體型小呈圓柱狀，眼眶上具有觸鬚，頸背無觸鬚，頸背有鱗，腹部無鱗，身體條紋為棕色，尾柄有2個黑色斑點，下面的一個較小，臀鰭上有5個黑色斑點，最前面的一個最大且顏色最深，臉部呈粉紅色，眼睛下方有棕色條紋，雄魚第一背鰭為深紅色，背鰭3個，第一背鰭高度低於第二背鰭，背鰭硬棘14-17枚、背鰭軟條8-9枚、臀鰭硬棘1枚、臀鰭軟條15-17枚，體長可達2.1公分，棲息在珊瑚礁、潟湖，雌魚產附著性卵在藻類築的巢，雄魚會守護卵，幼魚為浮游性，生活習性不明。